# General Pueyrredón (buque)
El General Pueyrredón fue un buque tanque de la empresa petrolera estatal argentina Yacimientos Petrolíferos Fiscales (YPF) activo de 1951 a 1971.

## Características
Fue un buque tanque de 26 000 t de desplazamiento máximo, 172,5 m de eslora, de 21,6 m de manga, de 11,8 m de puntal y 9,4 m de calado. Su capacidad de carga a granel alcanzaba los 1607 m³; y estaba impulsado por dos turbinas de vapor Parsons con 6000 CV de potencia.

## Historial
Fue botado en 1950 por el astillero Cammell Laird & Co. Ltd. de Birkenhead (Inglaterra, Reino Unido); y asignado a Yacimientos Petrolíferos Fiscales (YPF) en 1951.
En 1971 sufrió un accidente grave (con siete muertos) y fue dado de baja al año siguiente.